# Abou al-Qassem Kachani
Abou al-Qassem Moustafavi Kachani (en persan : ابوالقاسم مصطفوی کاشانى) est un ayatollah iranien, né le 19 novembre 1882 à Téhéran et mort le 14 mars 1962.

## Biographie
Membre du clergé chiite iranien, il est le chef spirituel du groupe terroriste des Fedayin de l'Islam. Lors de la tentative d'assassinat du chah Mohammad Reza Pahlavi, il est arrêté une troisième fois et exilé au Liban.
Il joue un grand rôle dans la nationalisation du pétrole iranien dans les années 1950 en s'alliant avec le Premier ministre Mohammad Mossadegh en étant son ministre des Affaires étrangères[réf. nécessaire].